# Pave Adeodat
Adeodat (på engelsk kendt som Adeodatus II, død 17. juni 676) var pave fra 11. april 672 til sin død i 676. Der vides ganske lidt om Adeodat, men han blev født i Rom. De fleste bevarede kilder indikerer at han var kendt for at være generøs, særligt når det kom til fattige eller pilgrimme. Han brugte meget af sin tid som pave på et forbedre kirker. Han efterfulgte Vitalian og blev efterfulgt af Donus.